# Koraalwortel
De koraalwortel (Corallorhiza trifida) is een orchidee. De epiparasitische orchidee is in Nederland een niet meer wettelijk beschermde plant sinds 2017. De plant komt voor in Midden- en Noord-Europa tot op IJsland, maar is in Nederland voor het laatst in 1942 gezien in Bergen (Noord-Holland). In Nederland is de plant vanaf 1 januari 2017 niet meer wettelijk beschermd. De plant komt ook voor in Noord-Amerika, Groenland en Siberië.
Het is een teer plantje zonder bladeren, dat 5-30 cm hoog kan worden. Koraalwortel heeft een vlezige wortelstok, die koraalachtig vertakt is. Om de geelgroene of paarsachtige bloemstengel zitten meestal drie bolle schubben. De plant bloeit in mei tot juni met gele bloempjes, die tot acht stuks bij elkaar aan de top van de stengel zitten. De witte onderlip heeft gele en rode stippen. De wortelstok is wit of geel.

## Plantengemeenschap
De koraalwortel is een kensoort voor de klasse van naaldbossen (Vaccinio-Piceetea).